# 森山愛子
森山 愛子（もりやま あいこ、1985年1月27日 - ）は、日本の演歌歌手。
本名：大森 愛美（おおもり あいみ）。以前は歌手活動と並行して、テレビでのリポーターや女優としても活動。所属事務所はティアンドケイ・ミュージック。所属レコード会社はユニバーサルミュージック。

## 略歴
- 栃木県宇都宮市出身。栃木県立塩谷高等学校卒業。2000年、高校1年生の時、日本テレビ『ルックルックこんにちは』の「女ののど自慢女子高校生大会」に出場したことが縁で、作曲家の水森英夫にスカウトされて弟子入りする。当日の歌唱曲は島津亜矢の「都会の雀」。
  - 介護福祉士とホームヘルパー1級の資格を取得している。なお、ホームヘルパーよりも介護福祉士の方が上位資格のため、重複取得の必要はないが、これは栃木県立塩谷高等学校の社会福祉科がホームヘルパー1級の資格取得を卒業の条件にしているため、在学中にホームヘルパー1級を取得し、卒業後に介護福祉士国家試験を受験して合格したためである[注釈 1]。
- 約3年半にわたるレッスンを受けながら高校卒業後に上京し、知人を通じて猪木事務所の社員として勤務。その後、社長のアントニオ猪木に「森や山など自然を愛する子」の意味を込めて「森山愛子」の芸名を命名される。
  - 尚、今も猪木事務所に所属するタレントと誤解される場合もあるが、あくまでも歌手デビュー前の社会勉強として勤務して居たものである。
- 2004年5月19日に東芝EMIより演歌歌手としてデビュー。キャッチフレーズは「闘魂の歌姫」。デビュー曲『おんな節』のジャケットの題字も猪木が書き[1]、デビューイベントとデビューから半年後のパーティーでは猪木から闘魂注入のビンタを受けている。同年の年末には、『第37回日本有線大賞』新人賞、および『第46回日本レコード大賞』新人賞を受賞。
  - 2005年5月7日から2012年3月31日まで、TBS『王様のブランチ』の第23期ブランチリポーター（ブラン娘）として、歴代リポーター（ブラン娘）としては最長の6年10ヶ月にわたって出演していた。
  - 番組内では、「愛ちゃん」「愛コブッシー」の愛称で親しまれ、自身が出演していた番組内のコーナーの「本のコーナー」「エンタメデミダス」「テレビコーナー」「買い物の達人」「Brunch MUSIC BOX」「トレンド＠ちゃんねる」「ブランチおすすめディズニー・ナビ」などのコーナーでは、自身の本業の「演歌歌手」としての、持ち前の優れた歌唱力を披露し、『演歌歌手・森山愛子』としての知名度向上にも貢献した。
  - シンディ・ローパーをゲストに迎えた際に、ローパーに歌ってもらう交換条件として、ローパーの目の前で童謡『赤とんぼ』を森山愛子が熱唱した際、森山愛子のズバ抜けた歌唱力と完成度によって、ローパーを感涙させたことがある。
  - この番組での一幕は、海外ユーザーによってYouTubeに転載され、再生回数は60万回以上、世界中から投稿されたコメントは300以上を記録している。
  - このことがきっかけになり、『赤とんぼ』は2009年に発売されたシングルCD『キャベツ畑のサンマ』のカップリング曲に収録された。
- 2005年10月27日「第5回 虹の架け橋 まごころ募金コンサート」に出演（この第5回は、富士山浄化チャリティコンサート）。
  - 2007年11月15日「虹の架け橋 まごころ基金コンサート」には、(後述の3名ユニット＝)「グーチョキパー」の一員として出演（これ以降は、森山愛子単独で出演）。
  - 2011年10月14日の第11回まごころ募金コンサート（NHKホール）。
  - 2012年10月04日の第12回まごころ募金コンサート（NHKホール）。
  - 2013年10月10日の第13回まごころ募金コンサート（NHKホール）。
  - 2014年10月09日の第14回まごころ募金コンサート（NHKホール）と連続出演している。
- 2006年7月11日、草月ホールにて森山愛子ファーストコンサートを開催。
  - 2007年7月11日には、水森英夫門下の三代目コロムビア・ローズと小村美貴そして森山愛子の若手女性演歌歌手3人で「次世代演歌3人娘 グー・チョキ・パー」というユニットを結成。
  - 2008年7月1日、東京湾納涼船（さるびあ丸）の一日船長として船上ライブを行う。
  - 2010年11月1日、栃木県知事よりとちぎ未来大使に任命される。
- 2012年6月22日、「約束」がレコチョク（着うた、着うたフル）の演歌・歌謡曲チャートにて1位。また、カップリングの「イムジン河」が4位にランクイン。
- 2013年1月15日、NHK「歌謡コンサート」出演後に「約束」が同日のレコチョク（着うた、着うたフル）のデイリー演歌・歌謡曲チャートにて1位。amazonの演歌・歌謡曲チャート1位、iTunes歌謡曲チャートでも7位にランクイン。
  - 2013年3月28日、「コンピューターおばあちゃんの会」の協力を得て「森山愛子インターネット・ライブ～おばあちゃんとの約束～私たちにもできた～」実施。
- 2013年5月12日、草月ホールにて『デビュー10周年 闘魂の歌姫 森山愛子 「約束」ヒット感謝祭コンサート』を開催。司会は生島ヒロシ。
- 2013年5月28日、NHK「歌謡コンサート」出演後、「約束」がレコチョク（着うた、着うたフル）と、アマゾンの歌謡曲部門で、1位に返り咲く。
- 2014年5月9日〜31日、大阪新歌舞伎座での「坂本冬美特別公演  新版　女の花道」に「歌吉」役で出演。後半の「オンステージ　艶歌の花道」にも出演。
- 2016年5月14日〜29日、大阪新歌舞伎座での「五木ひろし特別公演」に出演。歌唱と「五木先生の歌う！SHOW学校」の演技で、大活躍。
- 2016年10月1日〜26日、明治座での「歌手生活30周年 坂本冬美 特別公演　新版　女の花道」に「歌吉」役ほかで出演。
- 2022年10月にアントニオ猪木が死去した際には、「猪木さんに付けて頂いた『森山愛子』という名前を誇りに思います。また闘魂注入して欲しかった。猪木さん、ゆっくり休んでください」「猪木さんの魂と自分の魂を歌に重ねながら、私の道を迷わず行きます。」と追悼した[2][3]。
- 2024年内での活動休止を発表した[4][5][6]。

## ディスコグラフィ

### シングル
- 1〜10：東芝EMI（2005年〜2013年）
- 11以降：ユニバーサルミュージック（2016年〜）

| #  | 発売日          | 曲順 | タイトル                 | 作詞         | 作曲     | 編曲       | オリコン 最高順位 | 規格品番   |
| -- | --------------- | ---- | ------------------------ | ------------ | -------- | ---------- | ----------------- | ---------- |
| 1  | 2004年 5月19日  | 01   | おんな節                 | 麻こよみ     | 水森英夫 | 伊戸のりお | -                 | TOCT-4714  |
| 1  | 2004年 5月19日  | 02   | ダメよ故郷さん           | 関口義明     | 水森英夫 | 蔦将包     | -                 | TOCT-4714  |
| 2  | 2005年 4月20日  | 01   | 風樹の母                 | 松井由利夫   | 水森英夫 | 南郷達也   | -                 | TOCT-4853  |
| 2  | 2005年 4月20日  | 02   | あかね空                 | 松井由利夫   | 水森英夫 | 南郷達也   | -                 | TOCT-4853  |
| 3  | 2006年 2月28日  | 01   | 父娘船                   | 松井由利夫   | 水森英夫 | 佐伯亮     | -                 | TOCT-4974  |
| 3  | 2006年 2月28日  | 02   | 天気雨                   | やしろよう   | 水森英夫 | 前田俊明   | -                 | TOCT-4974  |
| 4  | 2006年 10月25日 | 01   | おぼろ月夜の上州路       | 荒木とよひさ | 水森英夫 | 伊戸のりお | -                 | TOCT-40047 |
| 4  | 2006年 10月25日 | 02   | 文句があるなら言ってみな | 荒木とよひさ | 水森英夫 | 伊戸のりお | -                 | TOCT-40047 |
| 5  | 2008年 7月2日   | 01   | 恋酒                     | やしろよう   | 水森英夫 | 石倉重信   | -                 | TOCT-40216 |
| 5  | 2008年 7月2日   | 02   | しあわせ一番星           | みずの稔     | 水森英夫 | 前田俊明   | -                 | TOCT-40216 |
| 6  | 2009年 1月14日  | 01   | キャベツ畑のサンマ       | 高田ひろお   | 奥田民生 | 若草恵     | -                 | TOCT-40240 |
| 6  | 2009年 1月14日  | 02   | 赤とんぼ                 | 三木露風     | 山田耕筰 | 若草恵     | -                 | TOCT-40240 |
| 7  | 2009年 8月5日   | 01   | 東京挽歌                 | 里村龍一     | 水森英夫 | 馬飼野俊一 | -                 | TOCT-40259 |
| 7  | 2009年 8月5日   | 02   | 恋草子                   | 里村龍一     | 水森英夫 | 馬飼野俊一 | -                 | TOCT-40259 |
| 8  | 2010年 10月20日 | 01   | おんなの神輿             | やしろよう   | 水森英夫 | 馬飼野俊一 | -                 | TOCT-40310 |
| 8  | 2010年 10月20日 | 02   | 愛子のソーラン節         | やしろよう   | 花笠薫   | 前田俊明   | -                 | TOCT-40310 |
| 9  | 2012年 6月20日  | 01   | 約束                     | 松井五郎     | 林世賢   | 若草恵     | 49位              | TOCT-40397 |
| 9  | 2012年 6月20日  | 02   | イムジン河               | 松山猛       | 高宗漢   | 若草恵     | 49位              | TOCT-40397 |
| 9  | 2012年 6月20日  | 03   | 約束(韓国語Ver.)         | 林世賢       | 林世賢   | 若草恵     | 49位              | TOCT-40397 |
| 10 | 2013年 11月20日 | 01   | 忘れないで               | 松井五郎     | 水森英夫 | 若草恵     | -                 | TYCT-30011 |
| 10 | 2013年 11月20日 | 02   | 骨から泣きたい雪子です   | 新本創子     | 杉本眞人 | 南郷達也   | -                 | TYCT-30011 |
| 11 | 2016年 9月7日   | 01   | 待ったなしだよ人生は     | 多野亮       | 四方章人 | 南郷達也   | -                 | UPCY-5023  |
| 11 | 2016年 9月7日   | 02   | ぞっこん                 | 石原信一     | 杉本眞人 | 川村栄二   | -                 | UPCY-5023  |
| 12 | 2017年 9月27日  | 01   | 会津追分                 | 麻こよみ     | 水森英夫 | 丸山雅仁   | 49位              | UPCY-5049  |
| 12 | 2017年 9月27日  | 02   | 雨の信濃路               | 麻こよみ     | 水森英夫 | 丸山雅仁   | 49位              | UPCY-5049  |
| 13 | 2019年 5月8日   | 01   | 尾曳の渡し               | 麻こよみ     | 水森英夫 | 伊戸のりお | 24位              | UPCY-5069  |
| 13 | 2019年 5月8日   | 02   | 喜連川                   | 麻こよみ     | 水森英夫 | 伊戸のりお | 24位              | UPCY-5069  |
| 14 | 2020年 8月12日  | 01   | 伊吹おろし               | 麻こよみ     | 水森英夫 | 伊戸のりお | 19位              | UPCY-5090  |
| 14 | 2020年 8月12日  | 02   | 甲州夢小路               | 麻こよみ     | 水森英夫 | 伊戸のりお | 19位              | UPCY-5090  |
| 15 | 2021年 11月10日 | 01   | ひとり風の盆             | かず翼       | 水森英夫 | 伊戸のりお | 23位              | UPCY-5102  |
| 15 | 2021年 11月10日 | 02   | みれん花                 | かず翼       | 水森英夫 | 伊戸のりお | 23位              | UPCY-5102  |
| 16 | 2023年 2月1日   | 01   | 雨の空港                 | 岸快生       | 水森英夫 | 馬飼野俊一 | 19位              | UPCY-5114  |
| 16 | 2023年 2月1日   | 02   | 父さんのウイスキー       | 岸快生       | 水森英夫 | 馬飼野俊一 | 19位              | UPCY-5114  |

### アルバム
| 発売日         | タイトル                                       | 規格品番   |
| -------------- | ---------------------------------------------- | ---------- |
| 2005年6月29日  | 森山愛子ファーストアルバム 風樹の母+名曲ベスト | TOCT-25695 |
| 2007年9月26日  | 森山愛子 2008全曲集                            | TOCT-26359 |
| 2013年11月20日 | 愛 Complete Best                               | TYCT-60005 |
| 2017年11月22日 | 森山愛子 ゴールデン☆ベスト                     | UPCY-7447  |
| 2018年8月22日  | 森山愛子 全曲集〜15周年記念盤〜                | UPCY-7536  |
| 2019年12月18日 | こころ旅〜ベスト&カバーズ〜                    | UPCY-7622  |
| 2020年12月9日  | 森山愛子 シングルコレクション                  | UPCY-7689  |

### タイアップ曲
| 年     | 楽曲               | タイアップ                                    |
| ------ | ------------------ | --------------------------------------------- |
| 2009年 | キャベツ畑のサンマ | テレビ東京系「ファイテンション☆テレビ」挿入歌 |
| 2013年 | 炎歌～ほむらうた～ | セガ アーケードゲーム「maimai」収録曲         |

## 出演

### テレビ（歌唱でのテレビ出演）（抜粋）
放送中
- 「フォークの旅路」（歌謡ポップスチャンネル）（放送2007年）。なぎら健壱と共に出演していた。
- 「ハートネットTV」月一企画「福マガ」（NHK Eテレ）（放送2012年4月～）。介護福祉士とホームヘルパー1級の資格を持つ演歌歌手（森山愛子）として、一時期レギュラー出演していた。

### テレビ（歌唱以外でのテレビ出演）（抜粋）
- 「王様のブランチ」（TBS）。2005年5月7日から2012年3月31日まで、第23期ブランチリポーター（ブラン娘）。
- 「三枝一座がやってきた!」（NHK-BS2）。2008年3月22日放送分より2010年3月10日の放送終了までレギュラー出演。、
- 「チュートリアルのチューして!」（関西テレビ）（放送2008年4月～2009年3月）。番組内のナビゲーターとして、レギュラー出演。
- 「十津川警部シリーズ42～九州ひなの国殺人ルート」（TBS）。2009年9月28日（中森ハナ子の役）。
- 「とちぎブランド情報番組 栃木のきらめき」（とちぎテレビ）。ナレーションのみ出演。2012年3月番組終了。
- 「満喫！とちぎ日和」（とちぎテレビ）。2012年4月開始。月1回程度不定期に出演。
- 「げっきんチェック」（テレビユー福島）2018年4月5日から火曜日リポーター。

### ラジオ出演（抜粋）
- 「杉紀彦のラジオ村」（ラジオ日本）。2005年4月 - 2008年3月。

## 記事
- 歌の手帖、2005年2月号グラビア、2005年・新春の誓い（三代目コロムビア・ローズと共に）
- 月刊カラオケ大賞、2005年3月号p44記事、「GO GO LIVE」
- 月刊カラオケファン、2006年7月号グラビア、ピックアップアーチスト「私の寝相は…」（付録CD‐ROM写真あり）
- 歌の手帖、2008年12月号増刊『J-BLUES』インタビュー「歌姫の休日」
- 歌の手帖、2009年10月号（インタビュー；歌魂グラビア）「弱音、望郷、東京挽歌」
- 歌の手帖、2011年1月号インタビュー「やっと来た、明るい歌！」
- 歌の手帖、2012年9月号、上昇気流（インタビュー）「約束します、私は唄い続けます」、「バンマス岡宏のうしろ姿のお・つき・あ・い」森山愛子の巻、痛快な演歌からの脱皮